# 川口元郷駅
川口元郷駅（かわぐちもとごうえき）は、埼玉県川口市元郷一丁目にある、埼玉高速鉄道埼玉高速鉄道線（埼玉スタジアム線）の駅である。駅番号はSR 20。

## 歴史
- 2001年（平成13年）3月28日：開業。
- 2002年（平成14年）11月10日：駅前広場完成、駅前広場側にエレベーターを新設。
- 2007年（平成19年）3月18日：ICカード「PASMO」の利用が可能となる[1]。
- 2016年（平成28年）9月22日：副駅名「OKS　CAMPUS　大泉工場　最寄駅」を設定[2][3]。
- 2017年（平成29年）2月7日：駅構内にデイリーヤマザキが開店[4][5]。

## 駅構造
島式1面2線の地下駅。保安用にホームドアシステムを装備する。ステーションカラーは   紫。
地下2階が改札階、地下3階がホーム階となる。出入口は2か所あり、エスカレーターは両出入口に上りのみ設置されている。エレベーターは駅前広場のある2番出入口に設置されているが、改札階から通じるエレベーターは、六間道路を挟んでバスターミナルとは反対側にある芝川公園側のエレベーター専用出入口に出る。このため、バスターミナルへは地下1階で別のエレベーターに乗り換える必要がある。

### のりば
| 番線 | 路線           | 方向 | 行先         |
| ---- | -------------- | ---- | ------------ |
| 1    | 埼玉高速鉄道線 | 下り | 浦和美園方面 |
| 2    | 埼玉高速鉄道線 | 上り | 赤羽岩淵方面 |

（出典：埼玉高速鉄道:駅構内図）

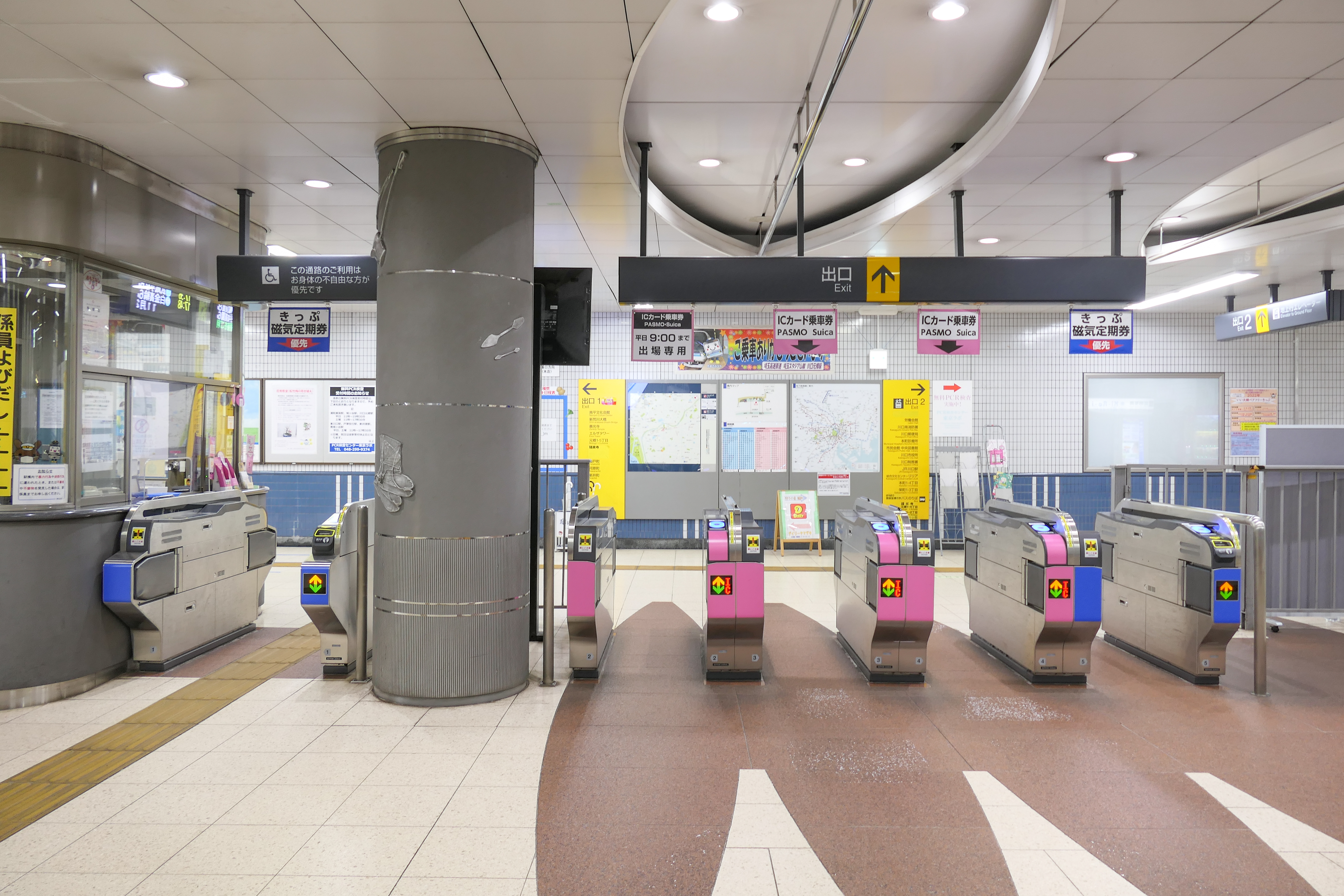
改札口（2022年12月）
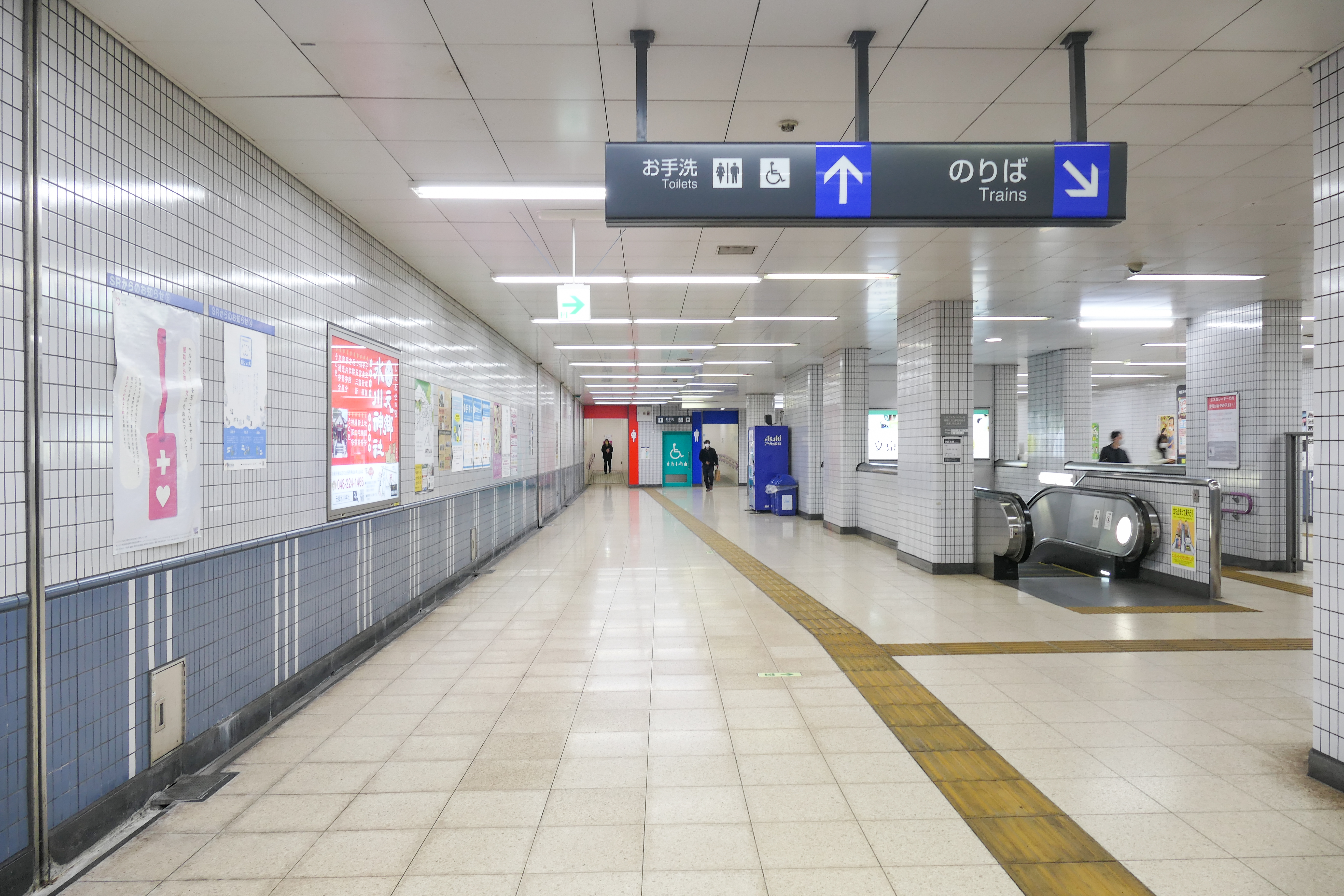
構内コンコース（2022年12月）
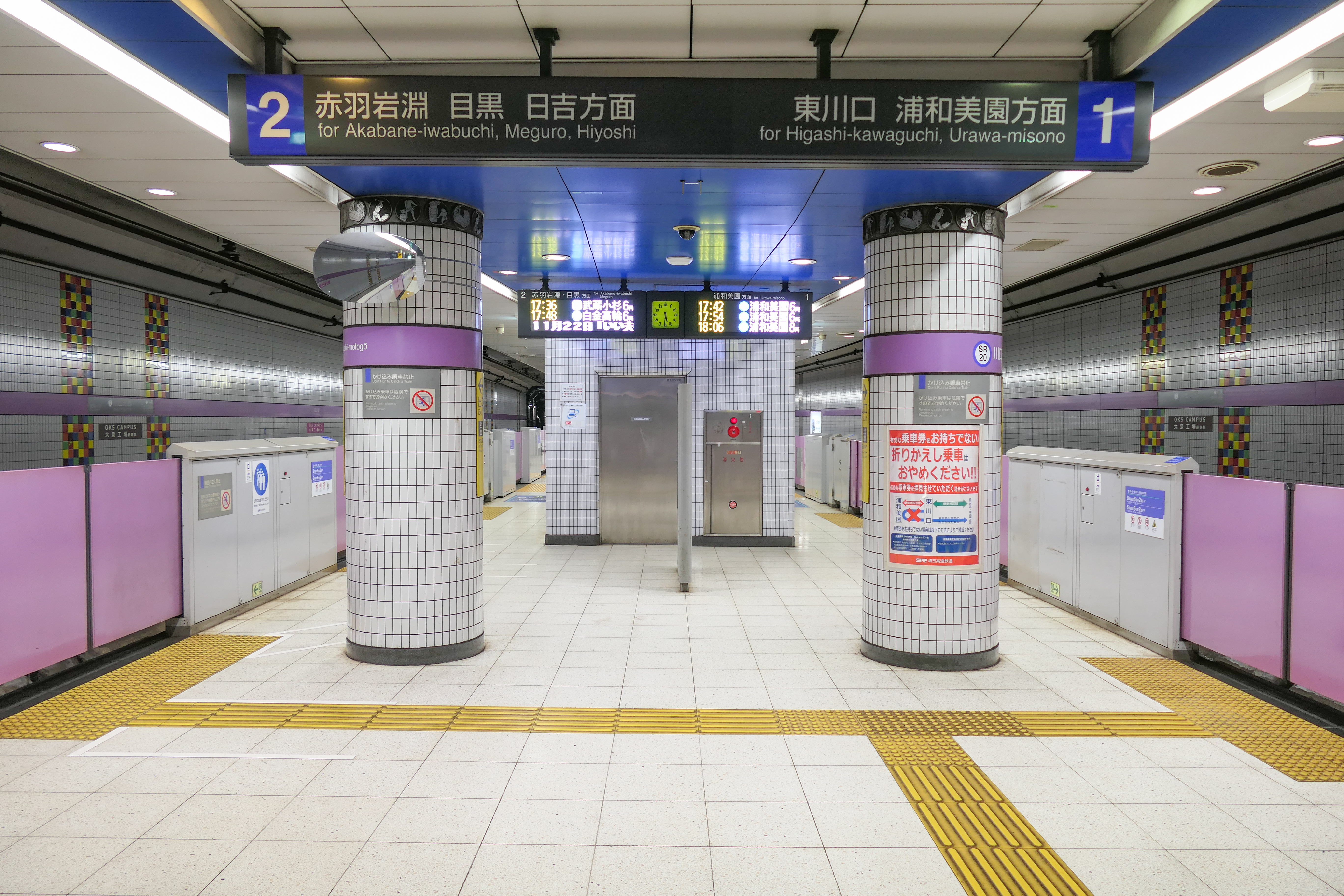
ホーム（2022年12月）

## 利用状況
2024年度の1日平均乗車人員は10,884人である。埼玉高速鉄道線の駅では浦和美園駅に次いで第5位である。
開業以降の1日平均乗車人員の推移は下表のとおりである。
| 年度               | 1日平均 乗車人員 | 出典     |
| ------------------ | ---------------- | -------- |
| 2001年（平成13年） | 3,635            | [ * 1 ]  |
| 2002年（平成14年） | 4,669            | [ * 2 ]  |
| 2003年（平成15年） | 5,528            | [ * 3 ]  |
| 2004年（平成16年） | 6,248            | [ * 4 ]  |
| 2005年（平成17年） | 6,562            | [ * 5 ]  |
| 2006年（平成18年） | 6,943            | [ * 6 ]  |
| 2007年（平成19年） | 7,608            | [ * 7 ]  |
| 2008年（平成20年） | 8,031            | [ * 8 ]  |
| 2009年（平成21年） | 8,072            | [ * 9 ]  |
| 2010年（平成22年） | 8,162            | [ * 10 ] |
| 2011年（平成23年） | 8,088            | [ * 11 ] |
| 2012年（平成24年） | 8,243            | [ * 12 ] |
| 2013年（平成25年） | 8,624            | [ * 13 ] |
| 2014年（平成26年） | 8,751            | [ * 14 ] |
| 2015年（平成27年） | 9,107            | [ * 15 ] |
| 2016年（平成28年） | 9,340            | [ * 16 ] |
| 2017年（平成29年） | 9,849            | [ * 17 ] |
| 2018年（平成30年） | 10,405           | [ * 18 ] |
| 2019年（令和元年） | 10,672           | [ * 19 ] |
| 2020年（令和02年） | 8,500            | [ * 20 ] |
| 2021年（令和03年） | 8,886            |          |
| 2022年（令和04年） | 9,757            |          |
| 2023年（令和05年） | 10,345           |          |
| 2024年（令和06年） | 10,884           |          |

## 駅周辺
- 元郷氷川神社（しあわせの宮）
- ミエルかわぐち
  - ヤオコー 川口本町店
  - ヤマダデンキテックランド川口本店
- スギ薬局川口末広店
- エルザタワー55・エルザタワー32
- シティデュオタワー川口
- 芝川公園
- 川口市役所
- 川口郵便局（ゆうちょ銀行川口店併設）
- 川口元郷一郵便局
- カトリック川口教会
- JR京浜東北線 川口駅（東口まで1.2 km、徒歩約15分、当駅からバス路線もあり。）
- 川口工業総合病院
- 河合病院（路線バスあり）
- 川口市立十二月田中学校
- 川口市立本町小学校
- 川口市立南中学校
- 川口市立舟戸小学校
- 川口市立青木中央小学校
- 川口市消防局南消防署
- 川口警察署元郷交番
- オーケー 川口末広店
- サミットストア 川口エルザタワー店

## 周辺の道路
- 国道122号(岩槻街道)
- 新荒川大橋
- 川口元郷駅東通り(計画中)

## バス路線
| 乗場 | 系統                                   | 主要経由地                        | 行先                     | 運行事業者                              | 備考                                     |
| ---- | -------------------------------------- | --------------------------------- | ------------------------ | --------------------------------------- | ---------------------------------------- |
| 1    | 川02,川04,川14,川14-2,川15,川15-2,川16 |                                   | 川口駅東口               | 国際興業                                |                                          |
| 2    | 川04                                   | 弥平町・入谷町                    | 舎人団地                 | 国際興業                                | 深夜バス有(平日・土曜23：19発、23：36発) |
| 2    | 川14-2                                 | 弥平町・入谷町                    | 舎人駅                   | 国際興業                                | 運行日：平日20：59発                     |
| 2    | 川16                                   | 弥平町・入谷南・入谷町            | 弥平町循環：川口駅東口   | 国際興業                                | 運行日：平日・土曜朝夕                   |
| 2    | 川15                                   | 花の枝橋・舎人公園駅・谷在家駅    | 谷在家駅循環：川口駅東口 | 国際興業                                |                                          |
| 2    | 川15-3                                 | 花の枝橋・舎人公園駅・谷在家駅    | 皿沼不動                 | 国際興業                                | 運行日：毎日 谷在家駅方面最終            |
| 2    | 川02                                   | 朝日六丁目・領家小学校裏          | 東領家循環：川口駅東口   | 国際興業                                |                                          |
| 2    | 川02-2                                 | 朝日六丁目・領家小学校裏          | 東領家一丁目             | 国際興業                                | 運行日：平日21：49発                     |
| 4    | 空港連絡バス                           | （川口駅）                        | 羽田空港                 | 国際興業 京浜急行バス                   | 長期運休中                               |
| 6    | 赤20,赤20-2                            | 南鳩ヶ谷駅・鳩ヶ谷庁舎・桜町2丁目 | 川口市立医療センター     | 国際興業                                | 赤20-2(当停留所始発)：平日7：55発        |
| 6    | 赤21                                   | 南鳩ヶ谷駅・鳩ヶ谷庁舎・桜町2丁目 | 鳩ヶ谷公団住宅           | 国際興業                                | 深夜バス有(平日・土曜)                   |
| 7    | 赤20,赤21                              | 荒川大橋・赤羽岩淵駅              | 赤羽駅東口               | 国際興業                                |                                          |
| 10   | 川口07                                 | 南平文化会館・東スポーツセンター  | 南平線：鳩ヶ谷駅東口     | 川口市コミュニティバス みんななかまバス | 運行日：平日・土曜                       |

- 川口市コミュニティバス みんななかまバスの運行は国際興業バス
- 乗り場は、駅前ロータリ及び国道122号線にある。

## 隣の駅
埼玉高速鉄道
 埼玉高速鉄道線
赤羽岩淵駅 (SR 19) - 川口元郷駅 (SR 20) - 南鳩ヶ谷駅 (SR 21)